# Спенсер-Черчилль, Джордж Чарльз, 8-й герцог Мальборо
Джордж Чарльз Спенсер-Черчилль, 8-й герцог Мальборо (13 мая 1844 — 9 ноября 1892) — британский аристократ и английский пэр. Старший сын Джона Спенсера-Черчилля (1822—1883), 7-го герцога Мальборо (1857—1883), и леди Френсис Энн Эмили Вейн (1822—1899), дочери Чарльза Вейна, 3-го маркиза Лондондерри. Носил титулы графа Сандерленда (1844—1857) и маркиза Блэндфорда (1857—1883). Старший брат лорда Рэндольфа Генри Спенсера Черчилля и дядя Уинстона Спенсера Черчилля.

## Ранняя жизнь и образование
Родился 13 мая 1844 года. В 1857—1860 годах учился в Итонском колледже, затем поступил на военную службу, в 1863 году получил чин лейтенанта королевской конной гвардии.
В январе 1871 года Джордж Спенсер-Черчилль вместе с младшим братом Рэндольфом вступил в масонское ложе в доме Черчилль в Лондоне.
В июле 1883 года после смерти своего отца Джордж Спенсер-Черчилль унаследовал титул герцога Мальбора, став пэром Англии. Получил должность заместителя лорда-лейтенанта Оксфордшира.
9 ноября 1892 года 48-летний Джордж Чарль Спенсер-Черчилль, 8-й герцог Мальборо, скончался в Бленхеймском дворце. Ему наследовал единственный сын Чарльз Спенсер-Черчилль, маркиз Блэндфорд, ставший 9-м герцогом Мальборо.

## Семья и дети
1-я жена — Леди Альберта Фрэнсис Энн Гамильтон (29 июля 1847 — 7 ноября 1932), дочь Джеймса Гамильтона, 1-го герцога Аберкорна, и леди Луизы Рассел, дочери Джона Рассела, 6-го герцога Бедфорда. Бракосочетание состоялось 8 ноября 1869 года в Вестминстерском дворце. Супруги развелись 20 ноября 1883 года вскоре после того, как Джордж Спенсер-Черчилль унаследовал титул герцога Мальборо. Супруги имели в браке четырёх детей:
- Леди Фрэнсис Луиза Спенсер-Черчилль (15 сентября 1870 — 13 ноября 1954) муж с 6 июня 1893 года сэр Роберт Гресли, 11-й баронет
- Чарльз Ричард Джон Спенсер-Черчилль (13 ноября 1871 — 30 июня 1934), 9-й герцог Мальборо
- Леди Лилиан Мод Спенсер-Черчилль (9 июля 1873 — 4 января 1951), муж с 6 октября 1898 года полковник Сесил Гренфелл (1864—1924)
- Леди Нора Беатрис Генриетта Спенсер-Черчилль (1 сентября 1875 — 28 апреля 1946), муж с 1 декабря 1920 года Фрэнсис Брэдли Брэдли-Берт

Во время брака у герцога Мальборо родился внебрачный сын Гай Бертран (род. 4 ноября 1881) от связи с Эдит Пьерс-Вильямс (ум. 1897), женой Хениджа Финча (1849—1885), 7-го графа Эйлсфорда.
2-я жена — Лили (Джейн) Уоррен Прайс (1854—1909), дочь командора Цицеро Прайса (1805—1888) и Элизабет Гомер Пайне (1828—1910), вдова американского миллионера Луи Карре Хамерсли (ум. 1888). Гражданский брак произошел 29 июня 1888 года в Мэрии Нью-Йорка, церемонией руководил мэр Нью-Йорка Абрам Стивенс Хьюитт. Церковная церемония состоялась в тот же день в баптистской церкви. Второй брак был бездетным.

## Галерея

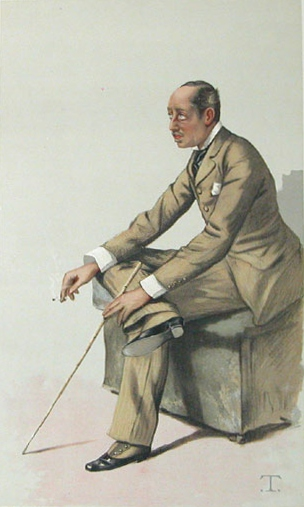
Джордж Спенсер-Черчилль, маркиз Блэндфорд, 18 июня 1881.
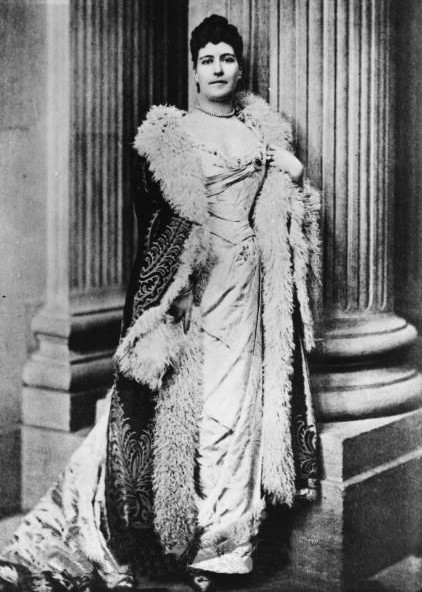
Лилиан Уоррен Прайс.
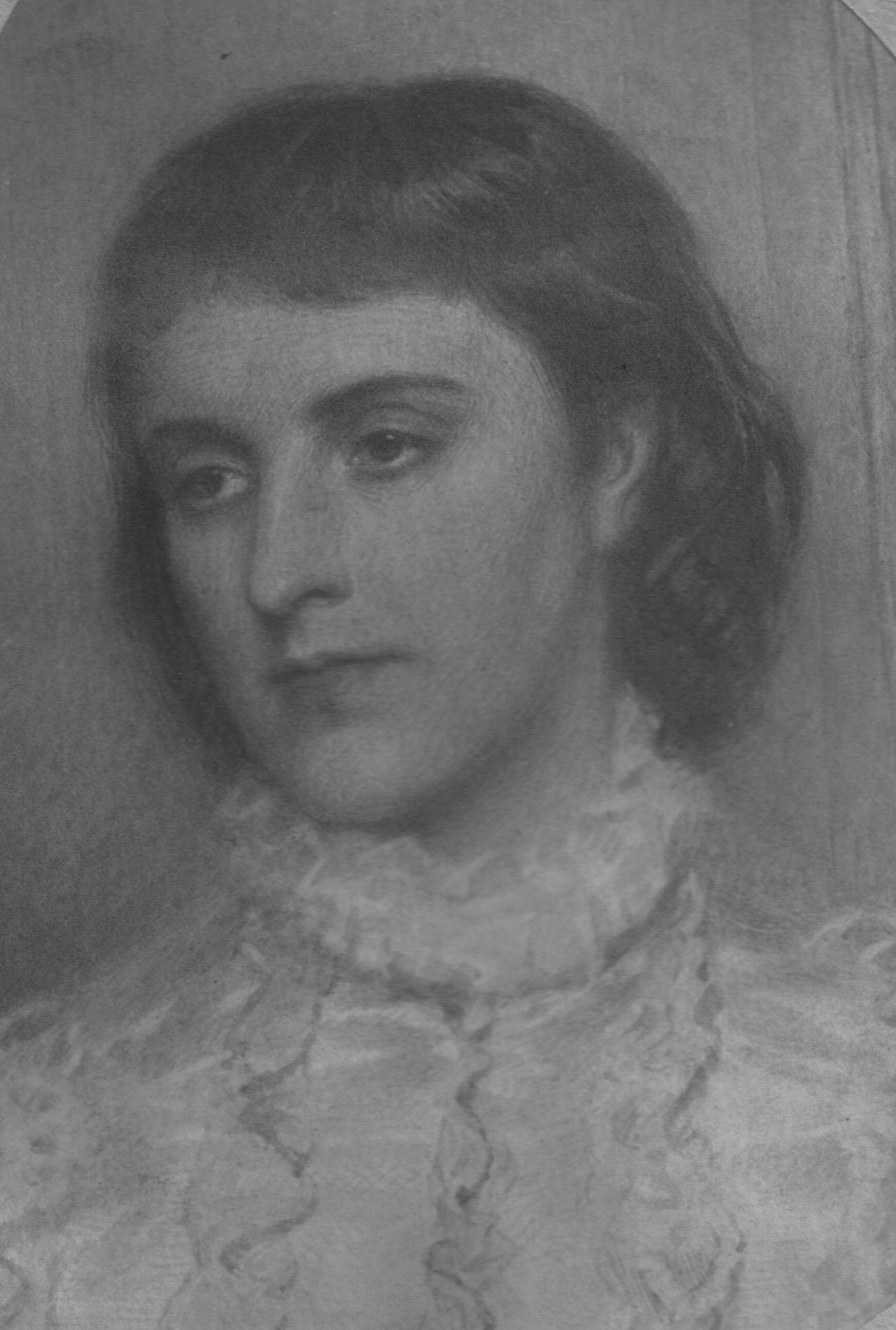
Эдит Пирс-Вильямс.